# ワシントン郡区 (アイオワ州ブレマー郡)
ワシントン郡区は、アメリカ合衆国、アイオワ州、ブレマー郡にある14の郡区の一つである。2000年の国勢調査で、人口は515人だった。

## 地理
ワシントン郡区は、51.2平方キロメートル（19.75平方マイル)で、組み込まれた自治体(incorporated settlements)はありません。